# Центр по исследованию коррупции и организованной преступности
Центр по иссле́дованию корру́пции и организо́ванной престу́пности (англ. Organised Crime and Corruption Reporting Project, OCCRP) — объединение СМИ и отдельных репортёров, занимающихся журналистскими расследованиями в Восточной Европе, на Кавказе, в Средней Азии, Латинской Америке и Африке. Проект был основан в 2007 году в Сараево Дрю Салливаном и Полом Раду.

## Описание
Специализируется на расследованиях организованной преступности и коррупции. Публикует свои материалы в местных средствах массовой информации, а также на своём сайте, имеющем как англоязычную, так и русскоязычную версии. Работает в партнёрстве с союзом арабских журналистов-расследователей (Иордания), аналогичными союзами Connectas и InSight Crime в Колумбии, Международным центром журналистов в Вашингтоне и Африканской сетью центров расследовательской журналистики в Южной Африке. Сотрудничает c ведущими новостными агентствами и международными СМИ, включая «Гардиан», «Файнэншл Таймс», «Ле Суар», Би-би-си, «Тайм», «Аль-Джазира» и другие.
Основную часть финансирования получает от Агентства США по международному развитию (USAID), также получает финансирование от Фонда демократии ООН (UNDEF) и фондов Открытого общества (OSF)
Сайт проекта OCCRP заблокирован на территории Азербайджана режимом Алиева без решения суда.
15 сентября 2021 года стало известно, что OCCRP прекращает свою деятельность в России.
В марте 2022 года OCCRP признали нежелательной организацией в России. В июне 2022 года организация выпустила расследование по LLCInvest.

## Награды
- 2008 — The Global Shining Light Award: от «Глобальной сети журналистских расследований» за раскрытие схем работы энергетического рынка[10]
- 2010 — Overseas Press Club Award
- 2010, 2015 — Investigative Reporters and Editors Tom Renner Award
- 2011 — Daniel Pearl Award
- 2013 — SEEMO award
- 2015 — Премия Европейской прессы[англ.] в номинации «Специальная награда»